# Jordbävningen i Pichilemu 2010
Jordbävningen i Pichilemu (spanska: Terremoto de Pichilemu de 2010) även känd som Libertador O'Higgins-jordbävningen) var en kraftig jordbävning som drabbade den chilenska regionen O'Higgins den 11 mars 2010. Jordbävningen hade ett epicentrum beläget 15 kilometer nordväst om staden enligt Chiles universitets geologiska institut.